# Tatankacephalus
Tatankacephalus là một chi khủng long, được W. L. Parsons & K. M. Parsons mô tả khoa học năm 2009.